# Nicolas Desenclos
Nicolas Desenclos (11 februari 1989) is een Franse verdediger die anno 2010 uitkomt voor KAS Eupen. 

## Statistieken
| seizoen | club                     | land      | competitie         | wed. | goals |
| ------- | ------------------------ | --------- | ------------------ | ---- | ----- |
| 2006/07 | Montpellier HSC          | Frankrijk | Ligue 1            | 0    | 0     |
| 2007/08 | FC Internazionale Milano | Italië    | Serie A            | 0    | 0     |
| 2008/09 | Racing Ferrol            | Spanje    | Segunda División B | 0    | 0     |
| 2009/10 | KAS Eupen                | België    | Exqi League        | 5    | 0     |
| 2010/11 | KAS Eupen                | België    | Jupiler Pro League | 0    | 0     |
| 2010/11 | KAS Eupen                | België    | Play-Off III       | 4    | 0     |
|         |                          |           | Totaal             | 9    | 0     |